# Meininger Kasernen
Die Stadt Meiningen war ein wichtiger militärischer Standort im heutigen Südthüringen. Aufgrund der Funktion als Haupt- und Residenzstadt entstand bereits Anfang des 18. Jahrhunderts die erste Kaserne für das Militär des Herzogtums Sachsen-Meiningen. Im 19. Jahrhundert folgten weitere Kasernenbauten. In den 1930er Jahren wurden im Rahmen der Aufrüstung der Wehrmacht zwei weitere Kasernen gebaut. Im Stadtgebiet von Meiningen befanden sich damit insgesamt sechs Kasernen. Meiningens Epoche als Garnisonsstadt endete 1991 mit dem Abzug der letzten Einheiten der Sowjetarmee.

## Obere Kaserne
(50° 33′ 52″ N, 10° 24′ 51″ O)
Der erste Kasernenbau erfolgte bald nach der Gründung des Herzogtums Sachsen-Meiningen im Jahr 1718. Vor dem „Oberen Tor“ im Süden der Residenzstadt errichtete die herzogliche Regierung die Obere Kaserne für das „Meininger Kontingent“ der Thüringer Streitkräfte, die gemeinsam von den thüringischen Herzog- und Fürstentümern gebildet wurden. Nach dem Auszug des Kontingents etablierte sich in dem Kasernengebäude ab 1882 die Vereinigung „Herberge zur neuen Heimat“. 1981 ließ die Stadt das Gebäude wegen Baufälligkeit abreißen. An deren Stelle befindet sich heute eine Grünanlage.

## Neue Kaserne
(50° 34′ 30″ N, 10° 24′ 58″ O)
Durch die stetige Vergrößerung des Meininger Kontingents wurde die Obere Kaserne zu klein und es musste eine weitere Kaserne eingerichtet werden. So funktionierte die herzogliche Regierung 1844 die ehemalige „Thorbecksche Tabakfabrik“ in die Neue Kaserne um. Diese Kaserne befand sich am Beginn der Leipziger Straße auf einem Gelände, das heute von der ehemaligen Reichsbank und dem Kulissenhaus des Theaters eingenommen wird. Bereits nach 20 Jahren Nutzung genügte auch diese Kaserne nicht mehr den Ansprüchen der Truppen. So erfolgte ab 1865 der Bau einer neuen Kaserne, die später Haupt- oder auch Stadtkaserne genannt wurde. Die neue Kaserne stand nach der Verlegung des Meininger Kontingents 1866 nach Hildburghausen leer und wurde 1880 abgerissen.

## Hauptkaserne
(50° 34′ 41″ N, 10° 25′ 11″ O)

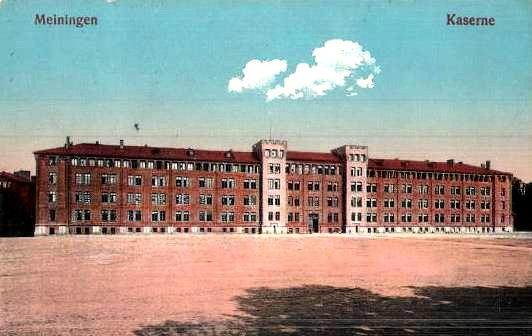
Die Kaserne um 1880

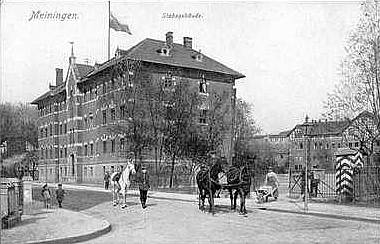
Stabsgebäude und Offiziersgebäude (Hintergrund) um 1900

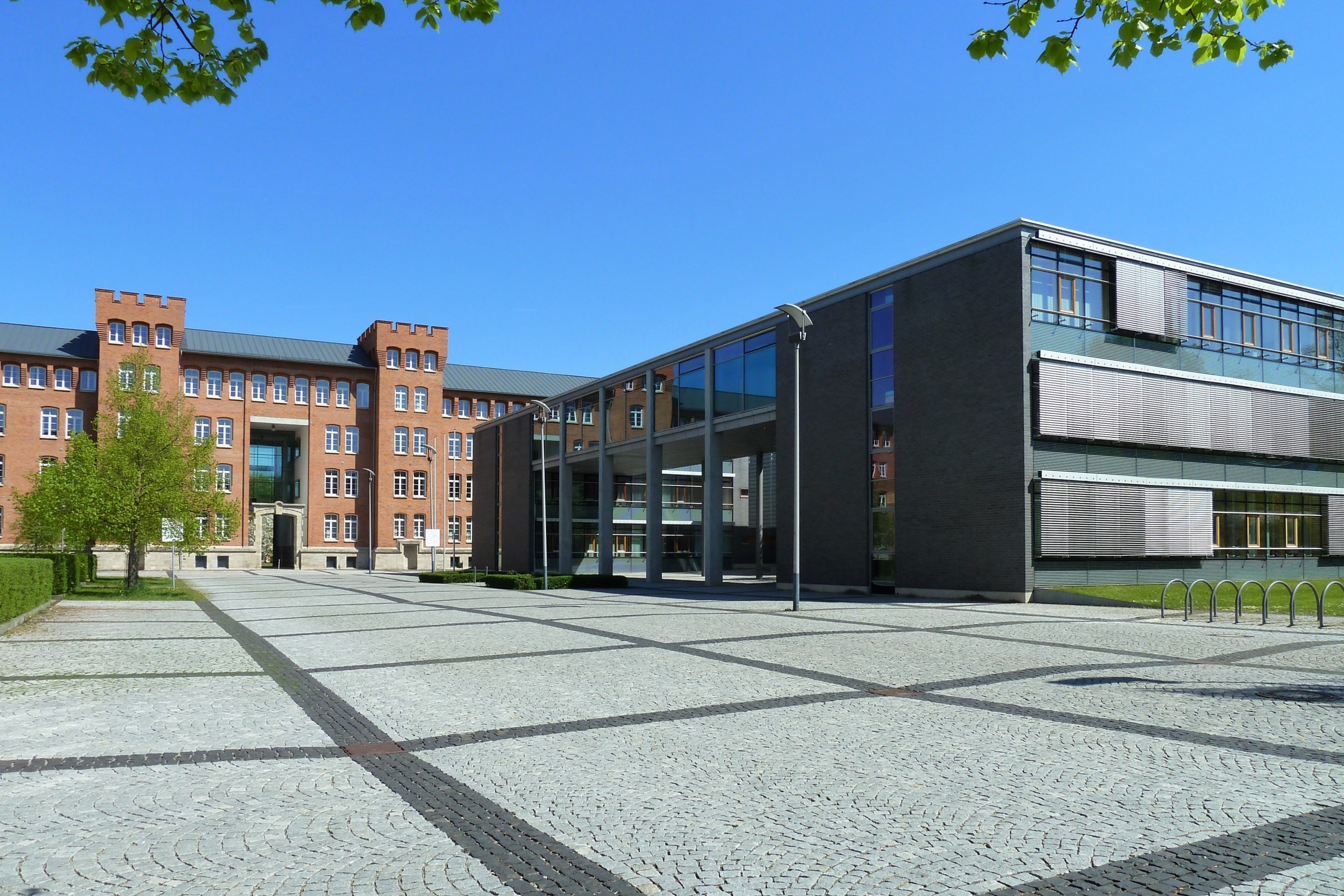
Die Hauptkaserne heute

Eine sehr wechselvolle Geschichte erlebte die Hauptkaserne, auch Stadtkaserne genannt. Sie wurde von 1865 bis 1867 von Oberbaurat Otto Hoppe für das rund 1700 Mann starke Meininger Kontingent errichtet. Sie befand sich am Ende der Lindenallee am damaligen nördlichen Stadtrand. Heute liegt dieses Gebiet mitten in der Stadt. Durch den Deutschen Krieg 1866 änderte sich aber die geplante Nutzung. Das Herzogtum Sachsen-Meiningen unter Herzog Bernhard II., der gleichzeitig Oberbefehlshaber der Meininger Truppen war, stand auf der Seite der Österreicher, die am Ende den Krieg verloren. Meiningen wurde daraufhin im August 1866 von zwei Bataillonen der preußischen Armee besetzt. Das Meininger Kontingent, dass sich zu dieser Zeit im Einsatz bei Mainz befand, eilte nach Meiningen zurück, wurde aber durch die neuen Ereignisse kurzfristig an den neuen Standort Hildburghausen verlegt. Preußen erzwang dann für den weiteren Erhalt eines selbständigen Herzogtums Sachsen-Meiningen die Abdankung des Herzogs. In die neue Hauptkaserne zogen daraufhin das I. Und II. Bataillon des 2. Thüringischen Infanterie-Regiments Nr. 32 ein. Oberbefehlshaber wurde der neue Herzog Georg II. Dieses Regiment blieb bis zu seiner Demobilisierung im Dezember 1918 in dieser Kaserne stationiert.
1873/73 errichtete das Regiment bereits die ersten Nebengebäude, darunter befand sich ein Lazarett. 1921 zog das I. Bataillon vom 14. Infanterie-Regiment der neu gegründeten Reichswehr in die Kaserne ein. Daraus gingen 1934 das I. und II. Bataillon vom Infanterie-Regiment Meiningen hervor, das im Oktober 1935 zum Schützen-Regiment 2 umbenannt und weiter der 2. Panzer-Division des IX. Armeekorps der Wehrmacht unterstellt wurde. Das II. Bataillon zog 1936 in die neu erbaute → Drachenbergkaserne. Das Schützen-Regiment 2 wurde 1938 nach Österreich verlegt und die Wehrmacht quartierte Ende 1938 in die Hauptkaserne das aus österreichischen Truppen gebildete Schützen-Regiment 12 der 4. Panzer-Division ein.
Im Zweiten Weltkrieg stationierte die Wehrmacht hier zuerst das Schützen-Ersatz-Regiment 81 und ab 1943 das Panzergrenadier-Ersatz-Bataillon 6, das 1944 aufgelöst wurde. Bis Kriegsende beheimatete die Hauptkaserne dann die Panzer-Aufklärungs-Ausbildungs-Einheit Nr. 9 mit einer Abteilung für Offiziersbewerber. Nach der Einkesselung Meiningens am 3. April 1945 durch die 11. Panzerdivision der US-Armee nutzte die Panzer-Aufklärungseinheit eine durch den schnellen Vorstoß der Amerikaner entstandene Lücke südlich der Stadt, um sich Richtung Nürnberg abzusetzen.
Nach dem Abzug der US-Truppen Anfang Juli 1945 bezogen das 23. Panzerbataillon, das 11. Aufklärerbataillon und ein Teil der 489. Panzerabwehr-Abteilung der 8. Gardearmee der Roten Armee (ab 1946 Sowjetarmee) die Hauptkaserne. Das Gelände des Lazaretts trennte man von der übrigen Kaserne ab und nutzte es fortan als ziviles Krankenhaus. Die Sowjetarmee ließ später weitere neue Gebäude errichten, darunter befand sich auch ein Wohnblock für Offiziere mit ihren Familien. Die Sowjetarmee verblieb über 40 Jahre bis zu ihrem Abzug 1991 in der Kaserne. Anschließend stand die Hauptkaserne für einige Jahre leer.
1993 erwarb das Land Thüringen 3 Hektar des 5,2 Hektar großen Kasernengeländes und ließ hier bis 2000 ein modernes Justizzentrum und eine Polizeiinspektion errichten. Das große Hauptgebäude wurde dabei umgebaut und in das Justizzentrum integriert. Das Gebäude des Stabes dient heute in Kombination mit einem Neubau als Polizeiinspektion. Die anderen Bauten wurden bis auf das Kasinogebäude, das zu einer Seniorenresidenz umgebaut wird, abgerissen. Auf dem südwestlichen Teil des Kasernengeländes erbaute die Deutsche Bundesbank bis 2000 ein neues Filialgebäude für die Landeszentralbank Meiningen mit Wohngebäude. Auf dem restlichen Teil der Liegenschaft entstand ab 2012 neben der Polizeiinspektion ein Wohngebiet.

## Nordkaserne
(50° 35′ 3″ N, 10° 24′ 55″ O)

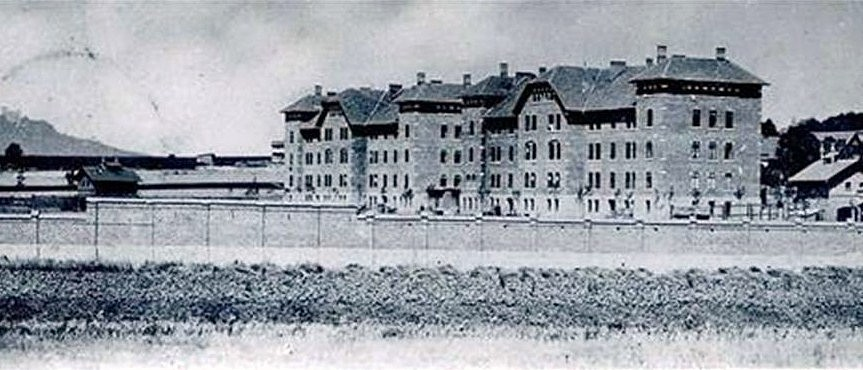
Nordkaserne 1898

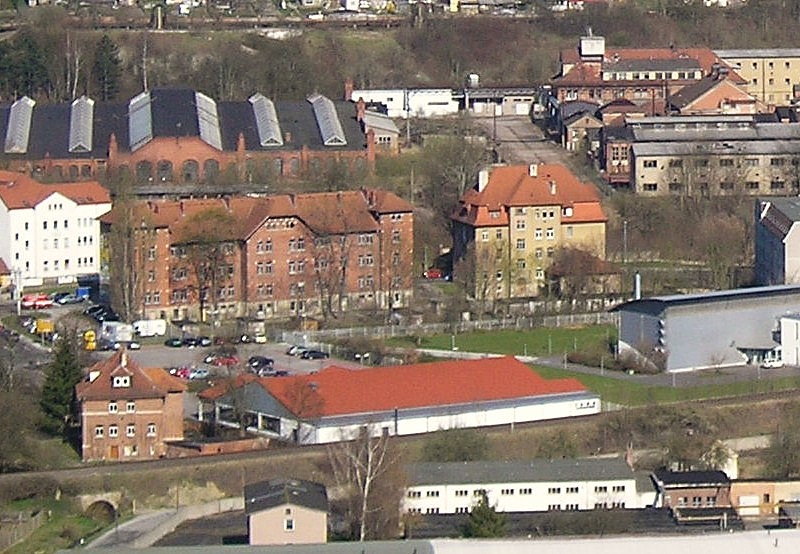
Reste der Nordkaserne 2007 (großes und kleines Backsteingebäude sowie gelbes Gebäude)

Für das III. Bataillon des  2. Thüringischen Infanterie-Regiments Nr. 32, das bis 1886 noch in Kassel stationiert war, erbaute die preußische Armee 1885/86 die Nordkaserne in der Leipziger Straße. Sie bestand aus zwei großen Mannschaftsgebäuden, einem Offiziersgebäude und mehreren Wirtschaftsgebäuden. Von 1919 bis 1933 wurde die Kaserne für zivile Wohnzwecke genutzt. Nach der Machtergreifung der Nationalsozialisten reaktivierten diese die Nordkaserne für die Wehrmacht. Es wurden dazu einige Neubauten errichtet. Nach 1945 verwendete die Stadt die Mannschafts- und Offiziersgebäude wieder als zivile Wohnhäuser. Die restlichen Anlagen funktionierte der DDR-Staat zu einem Bezirksversorgungslager (BVL) für militärische Einheiten um. Nach der politischen Wende 1990 entstanden an Stelle des BVL für die Telekom eine Schaltzentrale und weiterhin ein Supermarkt. Das nördliche Mannschaftsgebäude fiel 1994 wegen des Baus einer weiträumigen Straßenkreuzung der Abrissbirne zum Opfer. Die zwischenzeitlich als Asylbewerberheim genutzten restlichen Bauten mussten 2007 zugunsten eines weiteren Einkaufsmarktes weichen. Damit ist die Nordkaserne komplett aus dem Stadtbild verschwunden.

## Drachenbergkaserne
(50° 35′ 5″ N, 10° 25′ 31″ O)
Nach dem Inkrafttreten des Wehrgesetzes vom 16. März 1935 wurde in Tag- und Nachtarbeit innerhalb weniger Monate die Drachenbergkaserne aus dem Boden gestampft. Es entstand der größte Kasernenkomplex der Stadt mit acht Mannschafts- und Stabsgebäuden, des Weiteren Werkstattgebäude und Fahrzeughallen. Der Bezug der Kaserne begann am 5. Januar 1936. In die Kaserne zog zunächst das II. Bataillon des Schützen-Regiment 2 der 2. Panzer-Division der Wehrmacht ein. Das gesamte Schützen-Regiment 2 wurde Anfang März 1938 nach Österreich verlegt. Im November 1938 quartierte sich dann hier ein Bataillon vom Schützen-Regiment 12 der 4. Panzer-Division ein. Nach Kriegsbeginn und den folgenden Fronteinsatz des Regiments nutzten das Kradschützen-Ersatz-Bataillon 1 und Ausbildungseinheiten die Kaserne.

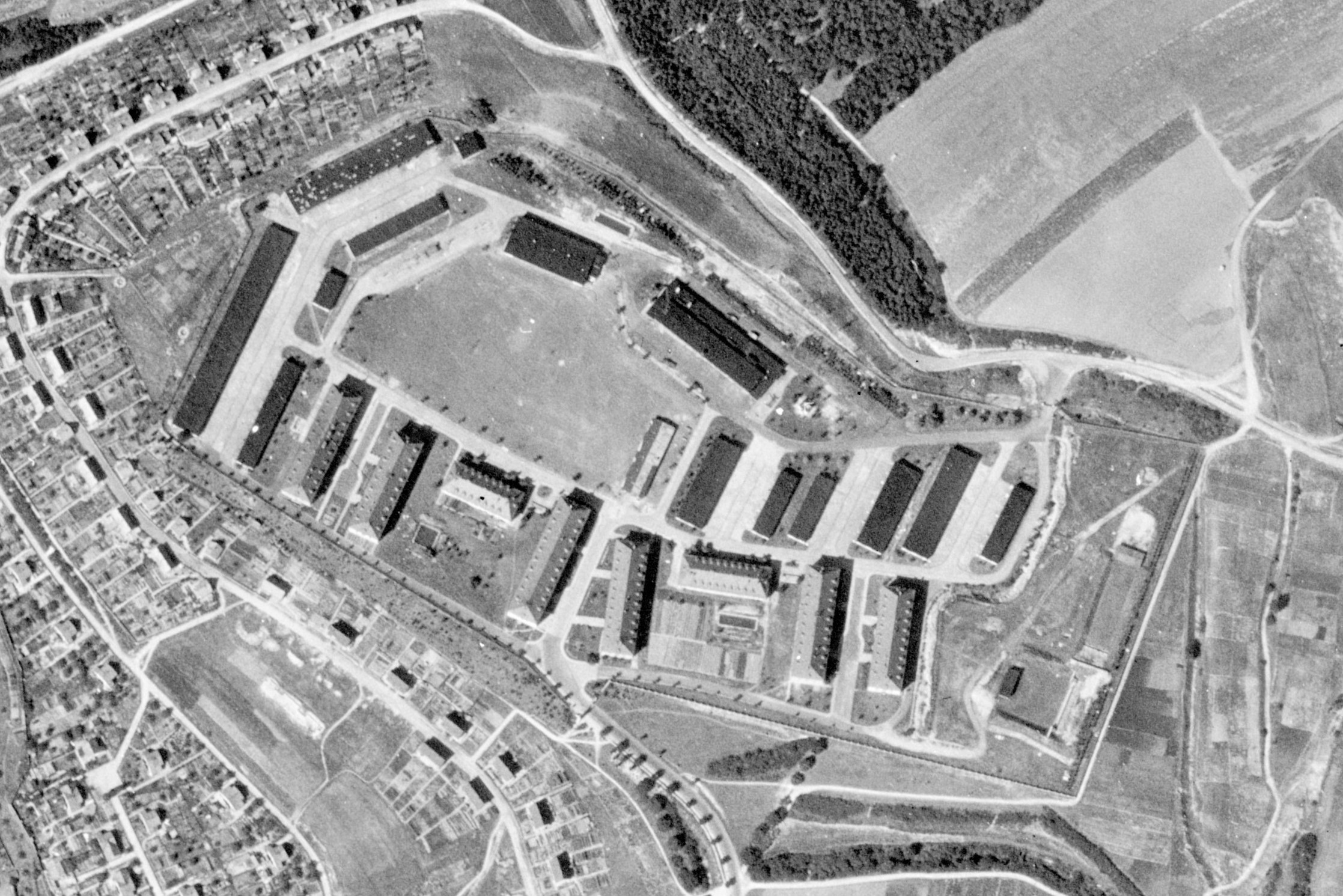
Drachenbergkaserne 1944

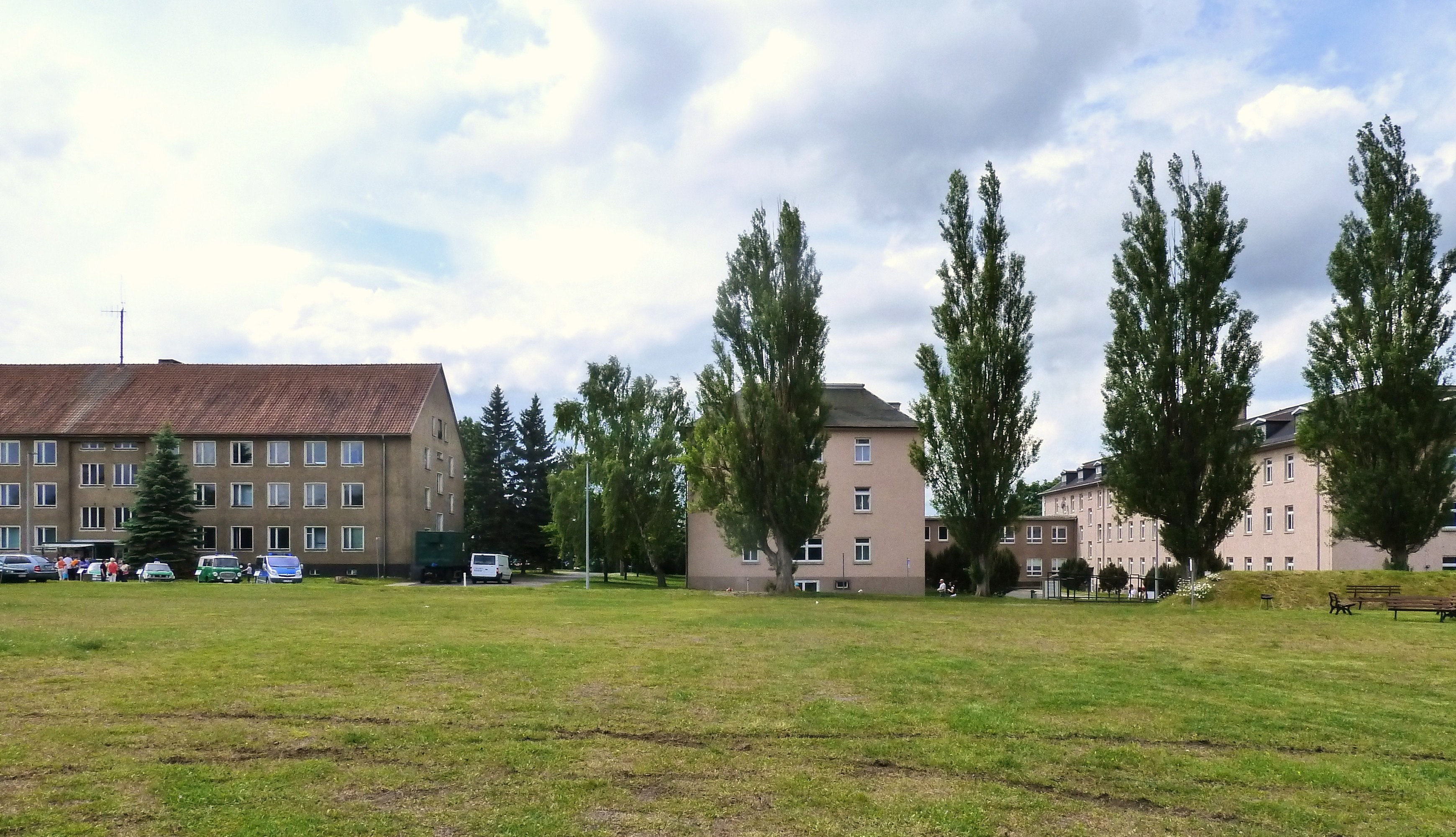
Bereich der Bereitschaftspolizei bis 1990, links Stabsgebäude, rechts Mannschaftsgebäude

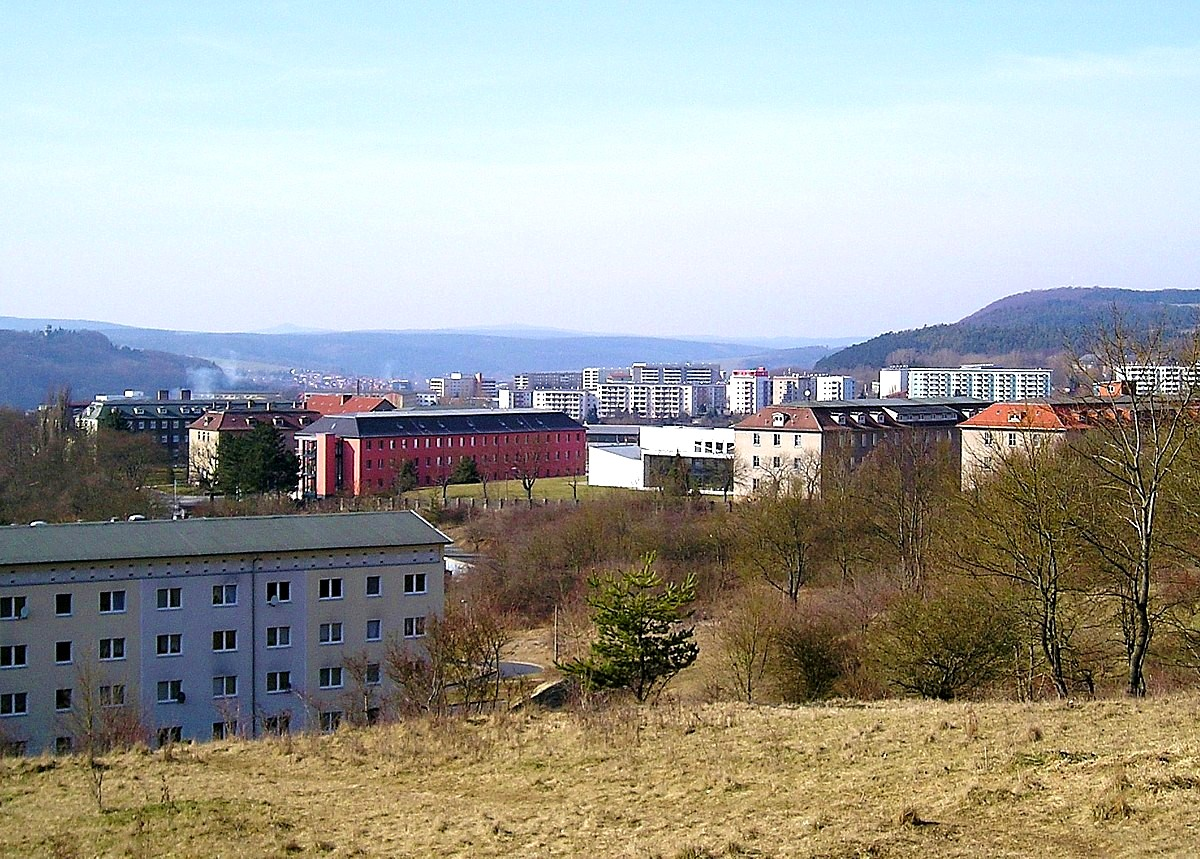
Die Drachenbergkaserne heute als Bildungszentrum der Polizei (Bildmitte)

Ab dem 23. August 1943 lagerte das Oberkommando der Wehrmacht einen Teil der Abteilung Wehrmachtauskunftstelle (WASt) und das Wehrmachtsverlustwesen (WVW) wegen der Bombardements auf Berlin in die Drachenbergkaserne nach Meiningen, den anderen Teil nach Saalfeld aus. Rund 1400 Offiziere, Mannschaften und Zivilangestellte unter dem Kommando von Oberstleutnant von Wittig verwalteten in Meiningen die aus aller Welt eingehenden Verlustmeldungen der Wehrmacht und die Statistiken über Kriegsgefangene. Am 31. März 1945 entließ Oberstleutnant von Wittig nahezu alle ihm unterstellten Soldaten aus der Wehrmacht, um ihnen eine Kriegsgefangenschaft zu ersparen. So schützte er auch die wichtigen Dokumente vor möglichen Kampfhandlungen. Nach der Einnahme von Meiningen am 5. April 1945 durch amerikanische Truppen übernahm eine Sondereinheit der US-Armee die WASt in der Drachenbergkaserne. Sie wurde ab dem 12. April unter dem Kommando der amerikanischen Militärverwaltung und dem Stabsintendant Otto Schlagk bis zum 1. Juli 1945 weitergeführt. Anschließend verlegte die US-Armee den Großteil der Dokumente nach Fürstenhagen bei Kassel. Die Kriegsgefangenenkartei für Italien und die osteuropäischen Länder verblieb unter Aufsicht der SMAD bis 1946 in der Kaserne und wurde von den restlichen verbliebenen Mitarbeitern der Dienststelle verwaltet und dann nach Weimar verlagert.
1946 zunächst zum Abriss freigegeben, erfuhr die Drachenbergkaserne ab 1947 durch die beginnende deutsche Teilung wieder eine neue militärischen Nutzung. Nach dem Einzug der Grenzpolizei stationierte hier das Land Thüringen eine Einheit der Bereitschaftspolizei. In der DDR-Zeit befanden sich bis 1990 im westlichen Teil der Kaserne die 13. VP-Bereitschaft „Magnus Poser“ und im östlichen Teil die Stabskompanie, die Nachrichtenkompanie und das III. Bataillon des Grenzregiments 9 „Konrad Blenkle“.
Nach der politischen Wende übernahm 1991 die Thüringer Polizei die Drachenbergkaserne und richtete hier zunächst ein Fortbildungsinstitut ein. Bis zur Fertigstellung des Meininger Justizzentrums im Jahr 2000 waren in einem Block die Polizeiinspektion (PI) und die Staatsanwaltschaft Meiningen untergebracht. 1994 kam die Fachhochschule Polizei hinzu und es wurde das Bildungszentrum der Thüringer Polizei gebildet. Seitdem wird die ehemalige Kaserne zu einem modernen Campus für rund 500 Studenten ausgebaut. Als neue Bauwerke sind seit 2000 eine Drei-Felder-Sporthalle mit integrierter Raumschießanlage, eine Mensa, ein Hörsaalgebäude und mehrere Tatortwelten für praxisnahe Ausbildung entstanden.

## Barbarakaserne
(50° 35′ 35″ N, 10° 25′ 20″ O)

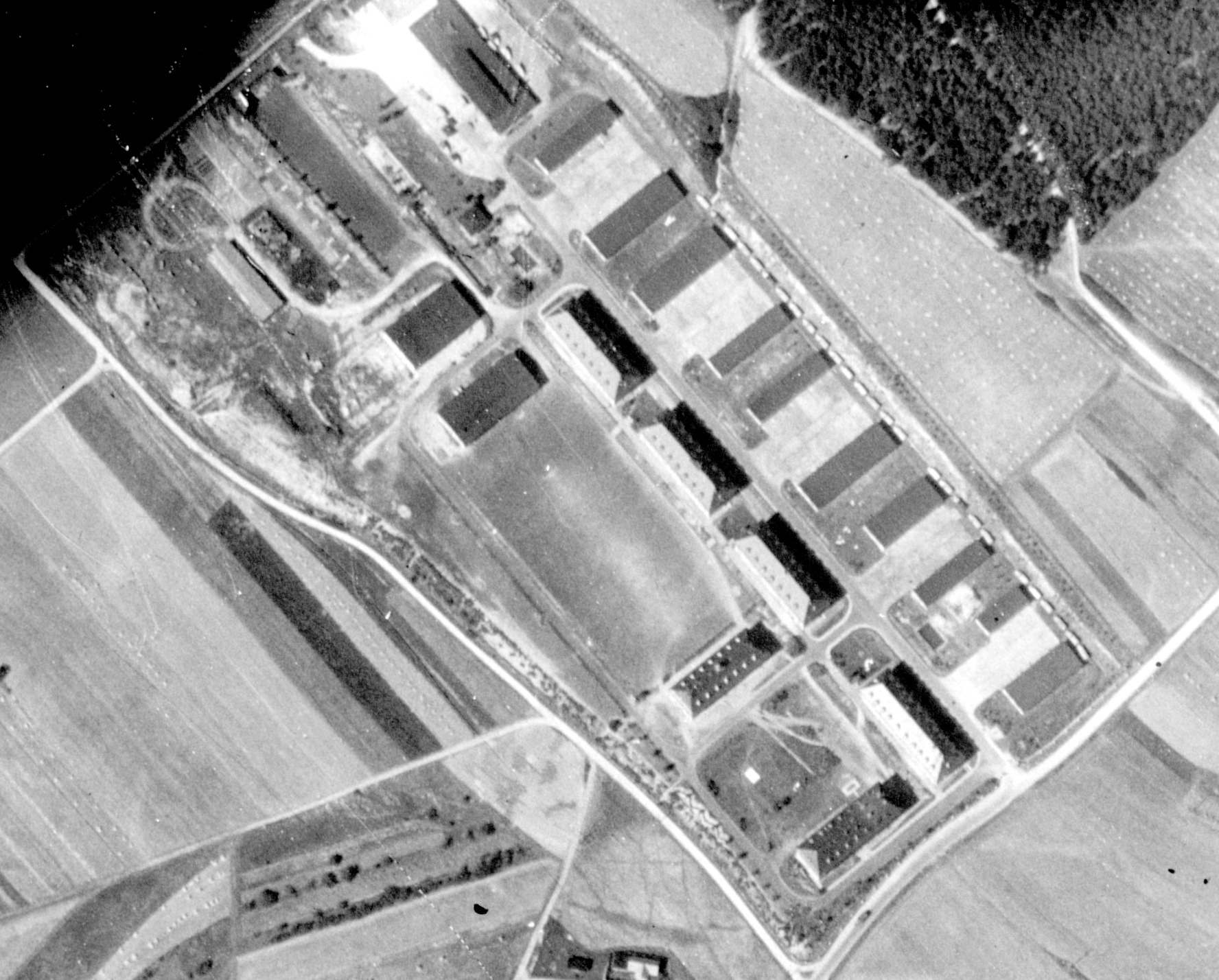
Barbarakaserne 1944

Kurz nach dem Bau der Drachenbergkaserne erhielt noch im Jahr 1936 die Wehrmacht in Meiningen mit der Barbarakaserne eine weitere Kaserne für die Unterbringung von Einheiten des Artillerie-Regiments 74 der 2. Panzer-Division. Sie befand sich in der Utendorfer Straße im heutigen Stadtteil Jerusalem. Es entstanden sechs viergeschossige Mannschafts- und Stabsgebäude und weiterhin Fahrzeughallen und Werkstattgebäude. Die Kaserne benannte man nach der Schutzheiligen der Artilleristen, der Heiligen Barbara. Nach der Verlegung des Artillerie-Regiments 74 nach Österreich im Jahr 1938 zog hier der Stab und die I. Abteilung vom Artillerie-Regiment 103 der 4. Panzer-Division ein. Von 1939 bis 1945 diente die Kaserne der Wehrmacht als Lazarett und als Ausweichort für das „Heereszeugamt Kassel“.
Nach der Übernahme der Stadt durch die Rote Armee im Juli 1945 belegte das 117. Garde-MotSchützen-Regiment von der 39. Garde-MotSchützen-Division der 8. Gardearmee die Barbarakaserne. Später kam die 519. Flugabwehr-Raketenabteilung der 18. Raketen-Flugabwehr-Brigade hinzu. Bis zum Abzug im August 1991 war die Barbarakaserne von der Sowjetarmee belegt. Danach stand die Kaserne leer. Der östliche Teil mit den Fahrzeughallen wurde ab 1995 komplett inklusive Bodenkontamination beseitigt und in ein Eigenheimgebiet umgewandelt. Zwei Mannschaftsgebäude und das Stabsgebäude im Süden des Kasernengeländes riss ein Bauträger einige Jahre später ein, um Platz für eine Wohnanlage zu schaffen. Die restlichen drei Mannschaftsgebäude sind 2011 nach jahrelangen Verfall abgerissen worden und dieses Gelände wird seitdem ebenfalls als künftiges Wohnbauland vorgehalten.